# Sam Byram
Samuel Mark Byram (Thurrock, Inglaterra, 16 de septiembre de 1993), conocido como Sam Byram, es un futbolista británico. Juega de defensa y su equipo es el Leeds United F. C. de la Premier League de Inglaterra.

## Comienzos
Byram nació en Thurrock, Essex antes de trasladarse al Norte, donde asistió a la escuela primaria de Ralph Butterfield en Haxby, y luego a Joseph Rowntree School en York. Después de completar sus estudios secundarios en la escuela, firmó los formularios escolares con el club Leeds United en 2010. Tras el final de la temporada 2012, era uno de los cinco jóvenes jugadores recompensados con sus primeros contratos profesionales por su desempeño.

## Trayectoria

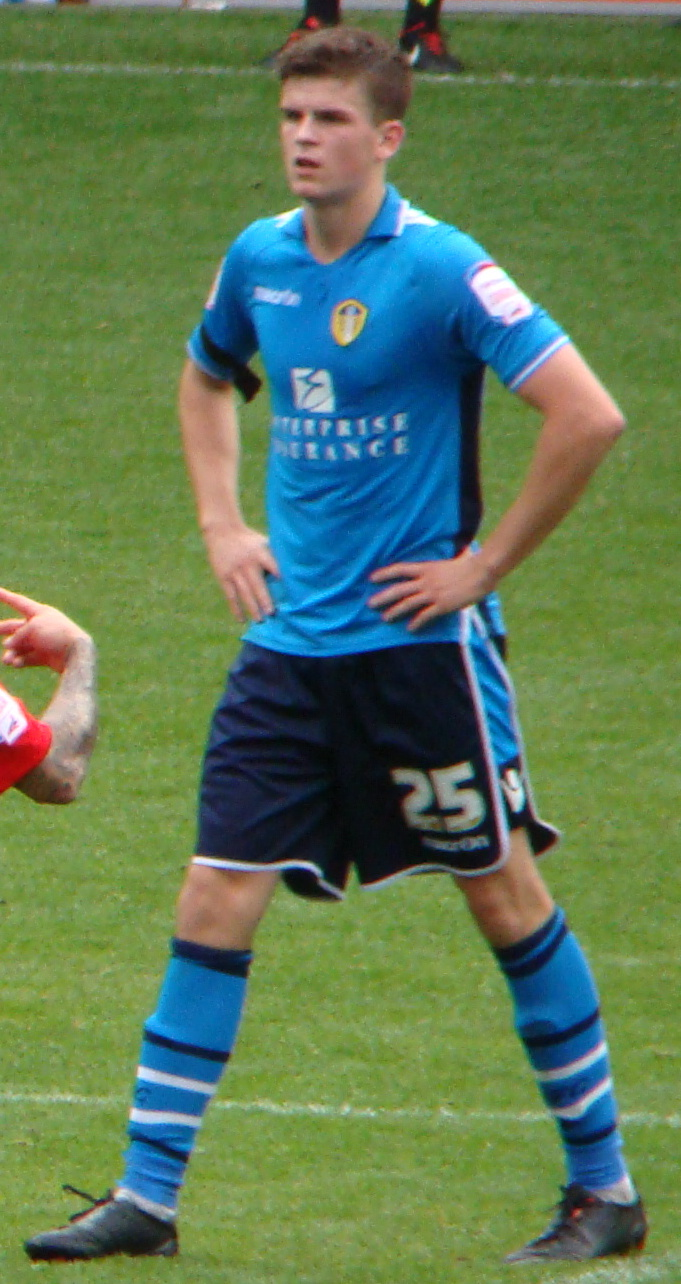
Sam Byram jugando para el Leeds United en 2012.

Después de impresionar en la pretemporada, Byram recibió la camiseta número 25 para la próxima temporada e hizo su debut en el primer equipo en el Elland Road, en una victoria por 4-0 sobre Shrewsbury Town el 11 de agosto por la League Cup. Firmó un nuevo contrato por tres años con el club de West Yorkshire dos días después de su debut en la liga y sólo tres meses después de firmar su primer contrato profesional con el club.
Byram anotó su primer gol como profesional el 28 de agosto por la segunda ronda de la League Cup en una victoria por 3-0 sobre Oxford United.
El 27 de abril de 2013, al final de la temporada 2012-2013, se repartieron los premios de la temporada y Byram ganó el premio al mejor Jugador del Año de la segunda división y el premio al mejor Jugador Joven del Año en la segunda división como también otros dos premios más.
Después de perderse el inicio de la temporada 2013-14, el 6 de agosto, el director técnico del Leeds, Brian McDermott, dijo sobre Byram que tuvo una inyección en la cadera y la lesión podría requerir cirugía y que potencialmente pudiera descartarselo por varios meses. Byram hizo su regreso al primer equipo el 21 de septiembre de 2013, jugando 57 minutos en la derrota 2-1 contra el Burnley. Byram disputó 27 partidos aquella temporada.
Para la temporada 2014/2015, recibió el número 2 en su camiseta. El 9 de agosto de 2014, el director técnico del Southampton, Ronald Koeman, admitió que el Leeds había rechazado una oferta de 4.5 millones de libras por Byram.
El 2 de mayo de 2015, Byram fue uno de los cinco jugadores nominados por los aficionados del Leeds United como Jugador del Año en la entrega de premios 2014-15, pero perdió ante el eventual ganador Alex Mowatt.

## Selección nacional
El 17 de mayo de 2013, Byram fue llamado a la selección de fútbol sub-20 de Inglaterra de Peter Taylor para disputar la Copa Mundial sub-20 de 2013 de la FIFA en Turquía. Sin embargo, el 11 de junio de 2013 se retiró de la competición por precaución debido a una lesión en la cadera sostenida desde el final de la temporada 2012/13.

## Clubes
| Club                             | País       | Año       |
| -------------------------------- | ---------- | --------- |
| Leeds United F. C.               | Inglaterra | 2012-2016 |
| West Ham United F. C.            | Inglaterra | 2016-2019 |
| Nottingham Forest F. C. (cedido) | Inglaterra | 2018-2019 |
| Norwich City F. C.               | Inglaterra | 2019-2023 |
| Leeds United F. C.               | Inglaterra | 2023-     |

## Palmarés

### Títulos nacionales
| Título           | Club               | País       | Año     |
| ---------------- | ------------------ | ---------- | ------- |
| EFL Championship | Leeds United F. C. | Inglaterra | 2024-25 |

## Premios
- Mitre Sports International Gol del Año 2012 para el Leeds United versus Oxford United.[15]
- Football League Young Player of the Month - marzo de 2013
- Yorkshire Evening Post Jugador del Año - 2012/2013
- Leeds United Supporters Club Player of the Year – 2012/2013
- Leeds United Players' Player of the Year – 2012/2013
- Leeds United Young Player of the Year – 2012/2013
- Leeds United Fans Player of the Year – 2012/2013

## Forma de juego
El joven es muy versátil, se siente cómodo tanto en una posición defensiva como una de ataque, su posición predilecta es como lateral derecho, pero también puede jugar como medio derecho o también por el centro del campo.